# 三元运算符
数学的三元运算符是输入为3个自变量的运算。计算机科学中的三元运算符是有3个操作数的运算符。

## 计算机科学
C语言为代表的一些编程语言定义的条件表达式?:即为三元运算符表达式。
Python语言中三元条件运算符表达式x if C else y。Python还支持列表的切片操作也是三元运算符，如a[b:c]。 OCaml的三元运算符表达式a.[b]<-c表示字符串a的索引b有值c。
SQL的between也是三元运算符。